# 赵卫平
赵卫平（1967年7月—），男，浙江人，中华人民共和国外交官，曾任中华人民共和国驻萨摩亚独立国特命全权大使和中华人民共和国驻芝加哥总领事，现任中华人民共和国驻纳米比亚共和国特命全权大使。

## 生平
1991年，毕业于外交学院，进入中华人民共和国外交部工作，先后在外交部北美大洋洲司、驻澳大利亚大使馆任职。2002年，任驻加拿大大使馆参赞、政治处主任。2003年，任驻美国大使馆参赞、国会组组长。2006年，任外交部北美大洋洲司参赞，后升任外交部美大司副司长。2011年3月，出任中华人民共和国驻萨摩亚大使。2013年2月，出任中华人民共和国驻芝加哥总领事。2016年，挂职四川省人民政府副秘书长。2018年，任中国人民外交学会党组成员、副会长。2023年1月，出任中华人民共和国驻纳米比亚大使。